# Les Compagnons de la nouba
Pour plus de détails, voir Fiche technique et Distribution.
Les Compagnons de la nouba (titre original : Sons of the Desert) est un film américain réalisé par William A. Seiter, sorti en 1933.

## Synopsis
Laurel et Hardy, bourgeois respectables, partent pour Chicago où se tient une assemblée de leur confrérie « Les fils du désert ». Oliver, pour échapper à son épouse, se fait passer pour malade et le médecin, complice, prescrit une croisière. Madame Hardy, ne supportant pas le bateau, doit laisser partir son mari avec son ami Stan.

## Fiche technique
- Titre : Les Compagnons de la nouba
- Titre original : Sons of the Desert
- Réalisation : William A. Seiter
- Scénario : Byron Morgan, d'après une histoire de Frank Craven
- Photographie : Kenneth Peach
- Musique : Marvin Hatley
- Production : Hal Roach
- Société de production : Metro-Goldwyn-Mayer
- Pays d'origine :  États-Unis
- Langue : anglais
- Format : Noir et blanc
- Genre : Comédie burlesque
- Durée : 68 minutes
- Dates de sortie : 
  - États-Unis : 29 décembre 1933 (première), 11 janvier 1934 (New York)
  - France : 6 juin 1934

## Distribution

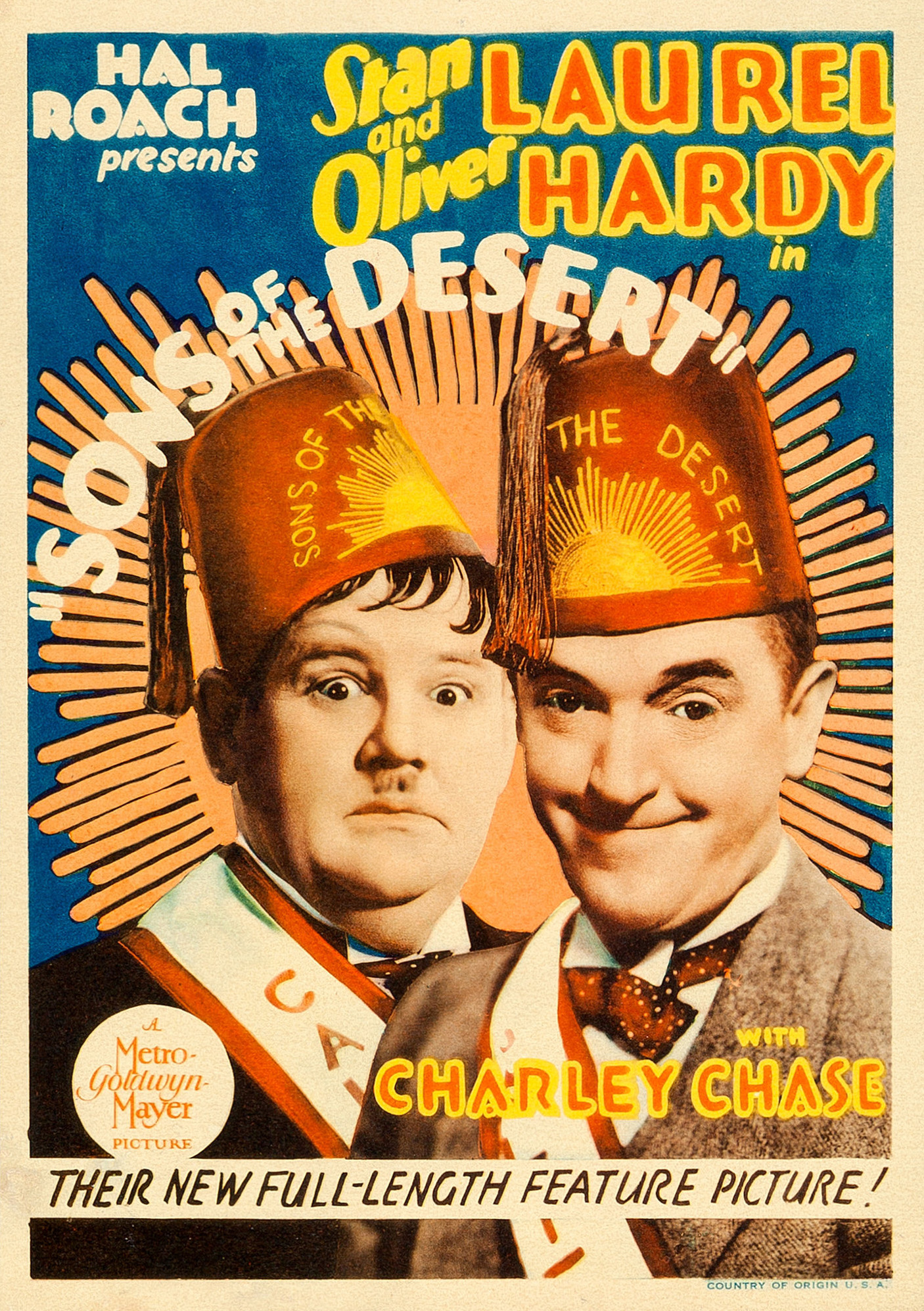
Affiche du film.

- Stan Laurel (VF : Franck O'Neill) : Stan
- Oliver Hardy (VF : Leo P. Nold) : Ollie
- Charley Chase (VF : Robert Dalban) : Charley, un fils du désert du Texas
- Mae Busch (VF : Madeleine Geoffroy) : Madame Lottie Chase Hardy
- Dorothy Christy (VF : Lucienne Givry) : Madame Betty Laurel
- Lucien Littlefield (VF : Jean Croué) : Dr. Horace Meddick
- Jimmy Aubrey : un fils du désert (non crédité)